# Grindhouse

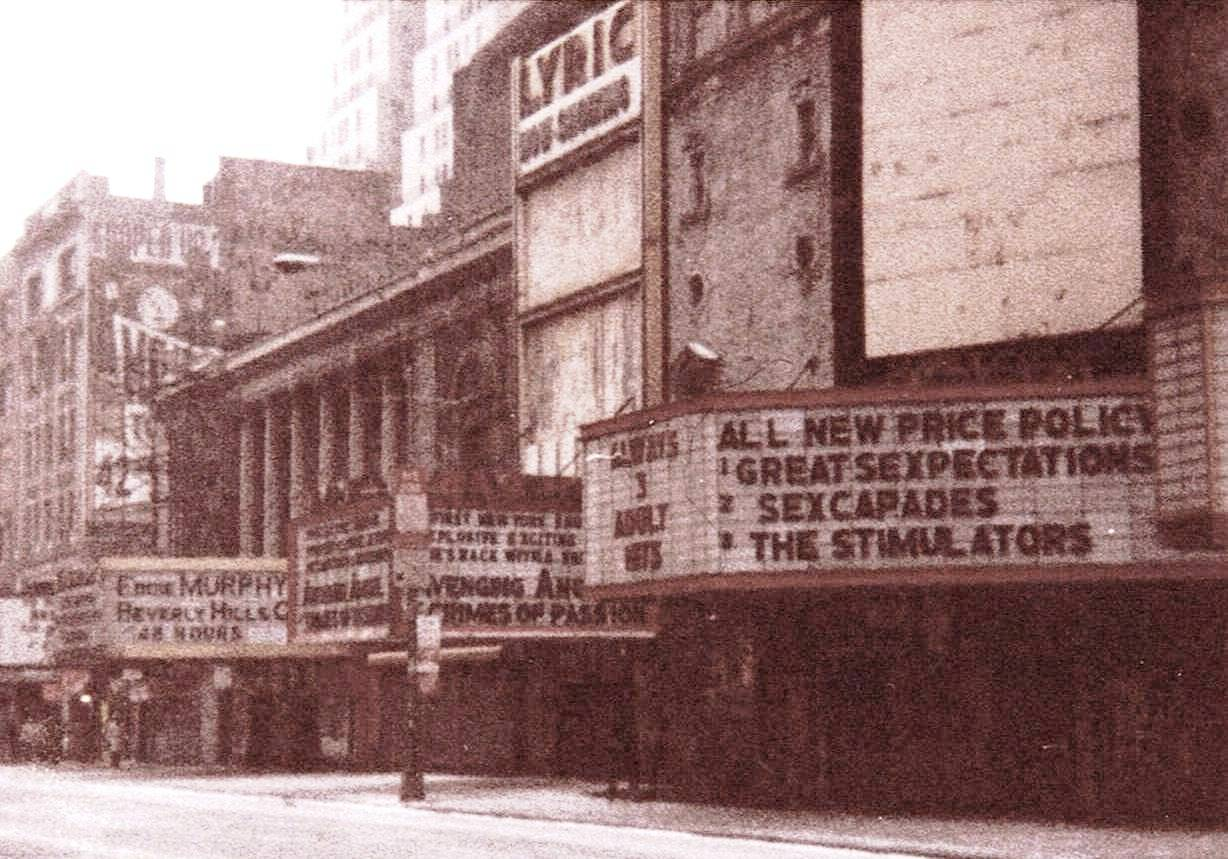
Cinematograful grindhouses Lyric de pe 42nd Street (Times Square) în 1985

Grindhouse sau o casă de acțiune (action house) este un termen englezesc pentru cinematografele care programează în principal filme de groază, splatter, de exploatare, cu buget redus, pentru adulți.
Potrivit istoricului David Church, acest tip de cinematograf a fost numit după „politica grind” (grind policy), o strategie de programare a filmelor care datează de la începutul anilor 1920, prin care s-au proiectat în mod continuu filme cu prețuri reduse ale biletelor, care de obicei creșteau pe parcursul fiecărei zile. Această practică a fost semnificativ diferită de practica mai obișnuită a epocii de a proiecta mai puține spectacole pe zi cu prețuri graduale pentru diferite secțiuni de locuri în cinematografele urbane mari, care erau de obicei deținute de studiouri.
Datorită apropierii acestor cinematografe de formele controversate de divertisment sexual, cum ar fi burlescul american, termenul „grindhouse” a fost adesea asociat în mod eronat cu teatrele burlesque din zonele urbane de divertisment, cum ar fi cele de pe 42nd Street din New York City. În filmul Lady of Burlesque (1943) unul dintre personaje se referă la un astfel de teatru cinematograf de pe 42nd Street drept „grindhouse”, dar Church subliniază că definiția principală din Oxford English Dictionary este pentru un cinematograf care se distinge prin trei criterii:
1. Prezintă o varietate de filme, în succesiune continuă
2. Taxe mici de intrare
3. Filmele proiectate sunt adesea de proastă calitate sau cu merite (artistice) scăzute

Apariția grindhouse-urilor este adesea asociată cu utilizarea pe scară largă a televiziunii în anii 1960, când multe cinematografe cu un singur ecran din America au fost forțate fie să declare falimentul, fie să ofere spectatorului ceva ce televiziunea nu a putut oferi. Apoi, unele cinematografe au început să prezinte filme cu buget redus și necenzurate ale cinematografiei de exploatare, seducând spectatorii cu scene de sex, cruzime și violență sângeroasă. Deosebit de populare au fost filmele erotice și pornografice, filmele slasher, filmele cu buget redus de arte marțiale din Hong Kong. De multe ori cu un bilet la un cinematograf grindhouse un spectator era în stare să vizioneze două sau trei filme, iar programele non-stop de noapte au fost, de asemenea, populare.
Grindhouse-urile au dispărut aproape complet în anii 1990 și doar câteva funcționează în prezent.